# Leptogaster longicauda
Leptogaster longicauda är en tvåvingeart som beskrevs av Hermann 1917. Leptogaster longicauda ingår i släktet Leptogaster och familjen rovflugor.
Artens utbredningsområde är Taiwan. Inga underarter finns listade i Catalogue of Life.